# مقاطعة بلونت (ألاباما)
مقاطعة بلونت (بالإنجليزية: Blount County, Alabama)‏ هي إحدى مقاطعات ولاية ألاباما في الولايات المتحدة. تأسست سنة 1818، بلغ عدد سكانها 57322 نسمة في عام 2010 حسب إحصاء مكتب تعداد الولايات المتحدة .

## وصلات خارجية
- www.co.blount.al.us